# Манастир Поганово
Манастир Поганово смештен је на левој обали реке Јерме у близини села Поганово. Припада Епархији нишкој Српске православне цркве и представља непокретно културно добро као споменик културе од великог значаја.

## Положај и прошлост манастира
Удаљен је десетак километара од ауто-пута Ниш-Софија, уз долину реке Јерме, путем који је седамдесетих година 20. века заменио трасу некадашње ускотрачне железнице. Захваљујући свом неприступачном положају (све до 1927.г, до изградње ускотрачне железнице за потребе рудника каменог угља, кланац Јерме је био потпуно непролазан) остао је кроз векове релативно неоштећен од руку разних освајача.
Стари назив места, па и самог манастира је био "Доброшево", а Турци су га преиначили у Поганово. Назив Доброшево је званично враћен селу јануара 1934. године, одлуком надлежног министарства. М. Милојевић (1881) назива тај манастир "Доброшевски". О прошлости манастира код села Доброшева сведоче три округла камена са натписима, узидана на западној страни храма. На њима су уклесана имена: Јован Богослов (патрон), Господин Константин и Госпођа Јелена. Бугари су за време Другог светског рата опљачкали манастир Поганово, и однели иконостас (из 1620. године) са чудотворном иконом Богородице, која је сачувана и налази се у Софијском Народном музеју.
На левој обали реке Јерме, недалеко од села Поганово, налази се манастир посвећен светом Јовану Богослову. Народна традиција постанак овог манастира везује за светог цара Константина и његову мајку Јелену. Прота Теодор Титов помиње стари запис на пергаменту, према коме су Срби подигли овај манастир пре 1130. године, а на Проскомидији је насликана једна стара икона, на којој су уписана имена српских владара из најстаријих времена. Ипак, новија историографија открила је прецизније податке о времену настанка манастира. Манастир је подигнут крајем 14. века (1395. године) а живописан, богатим тематским програмом, тек 100 година касније, тачније 1499. године, од стране уметника из предела северне Грчке. Основао и подигао га је српски племић Константин Дејановић Драгаш, сестрић цара Душана и посветио га Св. Јовану Богослову Ктитор храма је и Константинова кћерка Јелена Драгаш, која је била удата за византијског цара Манојла II Палеолога. Манастир је завршила након смрти оца, сада као монахиња Хипомена. Један од познатих приложника манастиру био је Константин, унук великог војводе Десимира. Он је даровао књигом манастир "Светог Јована Теолога". Због саме локације манастира, приступачност, све до 1927. године, је била незамислива, јер је кланац реке Јерме био у потпуности непроходан. Захваљујући томе, манастир је остао такорећи неоштећен кроз векове, јер добро се зна да освајачи кад надиру униште све од културних обележја, док овде нису ни могли јер нису знали да постоји.
Бугари су међутим 1917. године однели велики део манастирских драгоцености, који се сада налазе у софијској цркви Александра Невског. Код познавалаца уметности и самих византолога, овај манастир се прославио и постао веома познат по својим иконама. Неке од њих су:
- двострана икона[11] са чудом у Латомском манастиру са једне стране и ликовима Богородице и Св. Јована Богослова са друге, која је настала у другој половини 14. века, која је након Првог светског рата конфискована од стране Бугара и однесена за Софију. Та икона је била поклон царице Јелене, жене Византијског цара Манојла II Палеолога у знак сећања на оца Константина Дејана;[12]
- икона са попрсјем мртвог Исуса Христа, настала крајем 15. века која се налази у Београду.[13]

## Манастирска црква
Темељ манастирске цркве грађен је од неистесаног камена који је учвршћен огромном количином малтера. Зидови, као и горњи делови грађевине урађени су од обрађених блокова, сиге, са веома ситним и поприлично плитким рељефом. Што се тиче изгледа крова, све док није дошао период рестаурирања и конзервационих радова, био је покривен такозваном ћерамидом, а након рестаурације обичним лимом. Манастир има одлике моравске архитектуре.
Црква поседује једнобродни наос и куполу, а саграђена по шеми развијеног крста а све то допуњава олтар са две бочне апсиде-певнице. Као унутрашњи нартекс служи партер, први спрат је исихастичка молчалница док је највиши спрат имао сврху осматрачнице и места где стоји звоно. Рударско-жељезничко предузеће "Јерма" АД је приложило манастирском храму велико звоно, које је освећено августа 1930. године. Претходно је та фирма изградила звонару, на коју ће бити постављено звоно. На звону је поред државног грба и година "1926-1927." био угравиран натпис: "У славу Бога а за срећу и дугу владавину Његовог Величанства Краља/ Александра I Карађорђевића/Приложи ово звоно Рударско-Жељезничко предузеће "Јерма" АД из Београда, које сагради кроз ове непроходне врлети жељезницу и олакша народу/инжењер Ђорђе Златковић из Пирота/финансијер Драгиша Матејић из Тополе". Спољни нартекс је додат тек крајем 19. века и она се не сматра органским делом храма. Око самог манастира имамо неколико економских зграда које су изграђене у оријенталном стилу и које се перфектно уклапају у цео крајолик и сам комплекс манастира.
Данашњи изглед трема пред црквом и грађевина у порти дугују великој обнови која се одвијала 1876. године. Конзерваторски и рестаураторски радови су изведени између 1966. и 1974. година на цркви, мутваку и конаку.

## Галерија
- Погановски манастир 1945. године
- Прочеље цркве са отвореном припратом